# كابروفا
 كابروفا (Cabreúva) هي بلدية من بلديات البرازيل في ولاية ساو باولو في البرازيل . عدد السكان 46528 (2015 تقدير) في مساحة 260.23 كيلومتر مربع.  الارتفاع 640 م. تأخذ المدينة اسمها من شجرة كابروفا (Myrocarpus frondosus) ، والمعروفة باسم كابور-إيوا ("شجرة البومة") بلغة التوبي.

## التاريخ
تأسست المدينة في بداية القرن الثامن عشر على يد أحد أفراد عائلة مارتينز إي راموس، من مدينة إيتو ، الذي تبع نهر تيتي إلى هذا المكان في واد بين الجبال الثلاثة جابي وغواكساتوبا وتاجوا. تم زرع قصب السكر في المنطقة لإنتاج المشروبات المقطرة، والتي أكسبت المدينة لقبها تيرا دا بينغا.

## جغرافيا
يهيمن على المناظر الطبيعية الجبال (جابي وجواشاتوبا و تاغو) ونهر تييتي. تتراوح الارتفاعات ما بين 640 م في وسط المدينة حتى 1200 م سيرا دو جابي. مساحة المدينة 260   كم² ، منها 96   كم 2 هي المناطق الحضرية و 165   كم² ريفية.

## التركيبة السكانية
وفقًا لتعداد المعهد البرازيلي للجغرافيا والإحصاء لعام 2000 ، كان عدد سكان البلدية وصل إلى 33100 ، منهم 2560 في المناطق الحضرية و 7340 في المناطق الريفية. كان العمر المتوقع 71.14 سنة. كان معدل معرفة القراءة والكتابة 90.05 ٪.

## روابط خارجية
- (بالبرتغالية) زيارة الموقع CABREUVA
- (بالبرتغالية) الصفحة الرئيسية لكابريفا
- (بالبرتغالية) Cabreúva على citybrazil.com.br
- (بالبرتغالية) جريدة Cabreúva - Caleidoscópio
- (بالبرتغالية) جريدة Cabreúva - Mais Cabreúva
- (بالبرتغالية) دليل هاتف كابريفا